# Jaj a tigrisnek
A Jaj a tigrisnek (eredeti angol címén: Out of Reach) Brian Aldiss novellája. Az Authentic Science Fiction magazinban jelent meg először 1957 augusztusában, majd könyv formájában a Galaxies Like Grains of Sand című gyűjteményes kötetben. Magyarul a Galaktika 60. számában olvasható Damokos Katalin fordításában.

## Történet
|  | Alább a cselekmény részletei következnek! |

A Földön a hidegháború a harmadik világháborúval folytatódik. A végső pusztulást csak néhányan élik majd túl. Egyesek a mesterséges, gépek vezérelte hipnózisban keresnek menedéket. Floyd Milton álma azonban valóságon alapul. Ő azon kevesek közé tartozott, akiket a szolitok, egy idegen, az emberekénél sokkal fejlettebb faj képviselői magukkal vittek saját bolygójukra. A szolitok néhány évvel a háború kitörése előtt érkeztek meg a Földre, és szenvedélyesen gyűjtötték a földi növényeket és állatokat. Azt azonban sosem árulták el, hogy hol található az ő bolygójuk, a Szolit. A háború kitörése után pedig már nem jöttek többet, illetve csak egyszer, amikor Floyd Miltont visszahozták. Milton bűne, hogy gyilkolt a Szoliton, ezért száműzték onnan. A gyilkosság kiváltó oka pedig az volt, hogy Milton találkozott egy másik emberrel a Szoliton, akit ugyan nem ismert, de nemzetiségi szempontból az ellenséghez tartozott a Földön zajló háborúban. A szolitok elszörnyedtek a tettén, ezért visszahozták. Milton a visszaúton döbbent rá az igazságra: a Szolit nem másik bolygó, és a szolitok nem másik faj, hanem ők a világháború kevés túlélőjének leszármazottai, akik az időutazás segítségével jöttek vissza. Ez azonban rajta már nem segít.
|  | Itt a vége a cselekmény részletezésének! |

## Megjelenések

### angol nyelven
1. Out of Reach, Authentic Science Fiction, 1957 augusztus[1]
2. Galaxies Like Grains of Sand, Signet, 1960[1]

### magyar nyelven
1. Jaj a tigrisnek, Galaktika 60, 1985, ford.: Damokos Katalin

## Külső hivatkozások
- Magyar nyelvű megjelenések
- Angol nyelvű megjelenések az ISFDB-től